# Metapenaeopsis vaillanti
Metapenaeopsis vaillanti is een tienpotigensoort uit de familie van de Penaeidae. De wetenschappelijke naam van de soort is voor het eerst geldig gepubliceerd in 1904 door Nobili.